# Mehrfamilienhaus Delftstraße 2
Das Mehrfamilienhaus Delftstraße 2, Ecke Abendrothstraße, in der niedersächsischen Kreisstadt Cuxhaven im Landkreis Cuxhaven stammt vom ersten Drittel des 20. Jahrhunderts. Aktuell (2024) wird es als Wohnhaus genutzt.
Das Gebäude steht unter Denkmalschutz (siehe auch Liste der Baudenkmale in Cuxhaven).

## Geschichte und Beschreibung
An der Delftstraße und der Einmündung zur Abendrothstraße entstand zwischen 1928 und 1930 eine Siedlung als geschlossene Blockrandbebauung mit drei- bis viergeschossigen und einigen zweigeschossigen Wohnhäusern, entworfen von P. H. Noris für die 1920 gegründete Gemeinnützige Siedlungsgenossenschaft Cuxhaven. Die Abendrothstraße wurde nach dem Ritzebüttler Amtmann Amandus Augustus Abendroth benannt.
Das viergeschossige traufständige verklinkerte massive Gebäude auf Keller mit aufgesetztem verputztem Staffelgeschoss mit Dreieckfenstern sowie mit Flachdach wurde 1928/30 nach Plänen des Architekten Noris für die Gemeinnützige Siedlungsgenossenschaft an der Delftstraße gebaut. Gestaltet wurde das Haus durch die zwei risalitartig vorspringenden Fassadenbereiche, durch die horizontal vortretenden Steinbänder seitlich der Fenster und die Rundbogenverzierung im mittigen Eingangsbereich. Die Türlaibung wurde durch Keramikplatten mit geometrischen Mustern verziert.
Das Landesdenkmalamt befand u. a.: „… Architekt sämtlicher Bauten war P. H. Noris, mit leichten Variationen ….“
Daneben stehen das denkmalgeschützte Mehrfamilienhaus Abendrothstraße 6 und das Mehrfamilienhaus Abendrothstraße 8 sowie die Wohnhäuser Delftstraße 1 bis 13.
Der Architekt Noris plante u. a. auch das Haus Olfers Eck, Delftstraße 15–19.